# Arturo Padilla de Juan
Arturo Padilla de Juan (Montornès del Vallès, 2 d'agost de 1989) és un escriptor català de literatura juvenil en català i castellà. El 2006 va guanyar el I Premi Jordi Sierra i Fabra per a joves amb 16 anys i es va donar a conèixer amb la seva primera novel·la, El poder de una decisión.
El seu interès per l'escriptura va començar ben aviat. Als 6 anys li va dictar al seu pare una història inventada i als 9 anys ja havia escrit el seu primer conte. El 2006 es va presentar al I Premi Jordi Sierra i Fabra per a joves i va guanyar entre les 78 obres presentades. Aquest reconeixement li va permetre publicar la seva primera novel·la, El poder de una decisión, a Espanya i Llatinoamèrica. Més endavant, també va guanyar diversos premis literaris de narració curta.
Va iniciar la carrera de Comunicació audiovisual, però va decidir canviar d'estudis i es va llicenciar en Teoria de la literatura i literatura comparada per la Universitat Autònoma de Barcelona el 2012. Un any després, també es va graduar en Llengua i literatura espanyoles. Simultàniament va publicar altres novel·les, entre les quals destaquen La tempesta i Presoners del mar.
Amb l'obra La pregunta guanyà el premi de Narrativa Juvenil 2021 dels Premis Literaris Ciutat de Badalona.
El 2022 guanyà el Premi Ramon Muntaner de literatura juvenil, conjuntament amb Rubén Montañá i Ros, amb Veïns especials, amb una història d'amor entre un noi de quinze anys i la presentadora d'un programa de cuina.

## Obres
- El poder de una decisión (en castellà).  Madrid: SM, 2006 (Punto seguido;1). ISBN 978-84-6751-056-0.
- La tempesta.  Barcelona: Estrella Polar, 2011 (Columna jove;261). ISBN 978-84-9932-347-3.
- Supervivientes detrás de las cámaras (en castellà).  Madrid: Bruño, 2012. ISBN 978-84-2169-881-5.
- Presoners del mar.  Barcelona: Barcanova, 2013 (Antaviana;188). ISBN 978-84-4893-133-9.
- Ombres a la foscor.  Barcelona: Estrella Polar, 2015. ISBN 978-84-9057-865-0.
- Nadar o morir (en castellà).  Madrid: SM, 2015. ISBN 978-84-6758-276-5.
- Despertant la ira del faraó.  Barcelona: Animallibres, 2015 (L'Isard;3). ISBN 978-84-1597-563-2.
- Fora de guió.  Barcelona: Fanbooks, 2017. ISBN 978-84-1671-658-6.
- Entre dos Blaus.  Barcelona: Barcanova, 2020 (Antaviana). ISBN 978-84-4895-218-1.
- La casa del cementiri de cotxes.  Barcelona: Fanbooks, 2020. ISBN 978-84-1751-593-5.
- La pregunta.  Barcelona: Animallibres, 2021 (L'Isard;28). ISBN 978-84-1859-245-4.